# DAF 95
DAF 95 - модель вантажівки, яка виготовлялась компанією DAF з 1987 року. DAF 95 має двигун Advanced Turbo Intercooling (іноді скорочено ATi).

## Опис

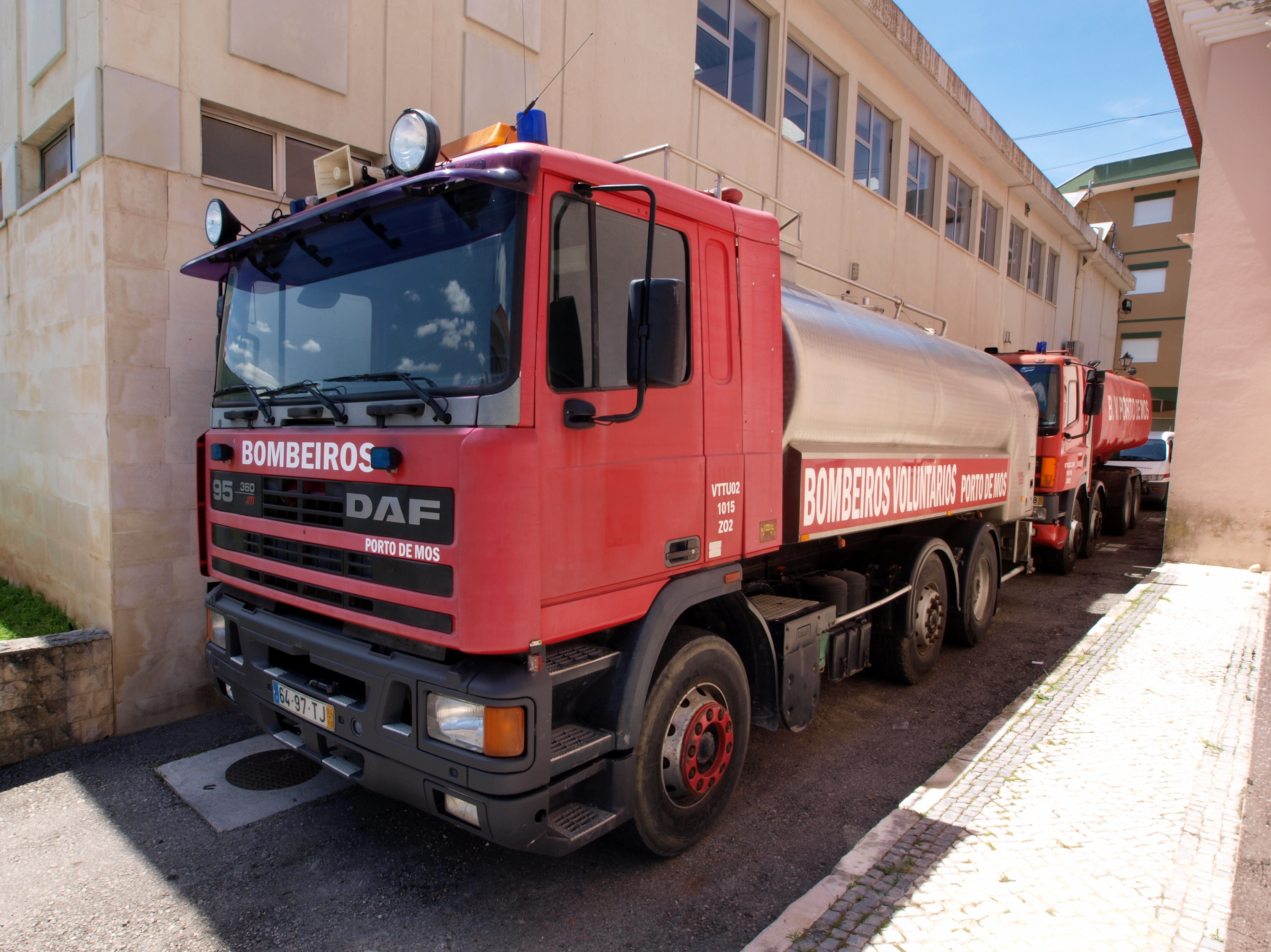
DAF 95 360 ATi

DAF 95 був вперше представлений публіці на виставці IAA в 1987 році і був спочатку доступний тільки з двигуном 6-циліндровим двигуном DAF ATi об'ємом 11,6 літра. Автомобіль отримав кабіну Cabtec-cab, розроблену спільно DAF і Pegaso (модель Pegaso Troner). Після дебюту в програму входили 3-и різні варіанти потужності, а саме: 310, 350 і 380 кінських сил. У 1990 році відбулося невелике оновлення, яке включає змінений передній бампер, а також логотип DAF, існуючі можливості двигуна збільшилися відповідно 330, 360 і 400 кінських сил. В 1992 році прийшов новий флагман у вигляді версії 430 к.с. В 1994 році представлена спеціальна версія, та 95.500 Super Space Cab з сильним 14,0 літровим 507 к.с. 6-циліндровим дизельним двигуном Cummins. Ця версія доступна тільки для Super Space Cab і з тих пір більш легкі варіанти двигунів з новою кабіною може бути доставлено.

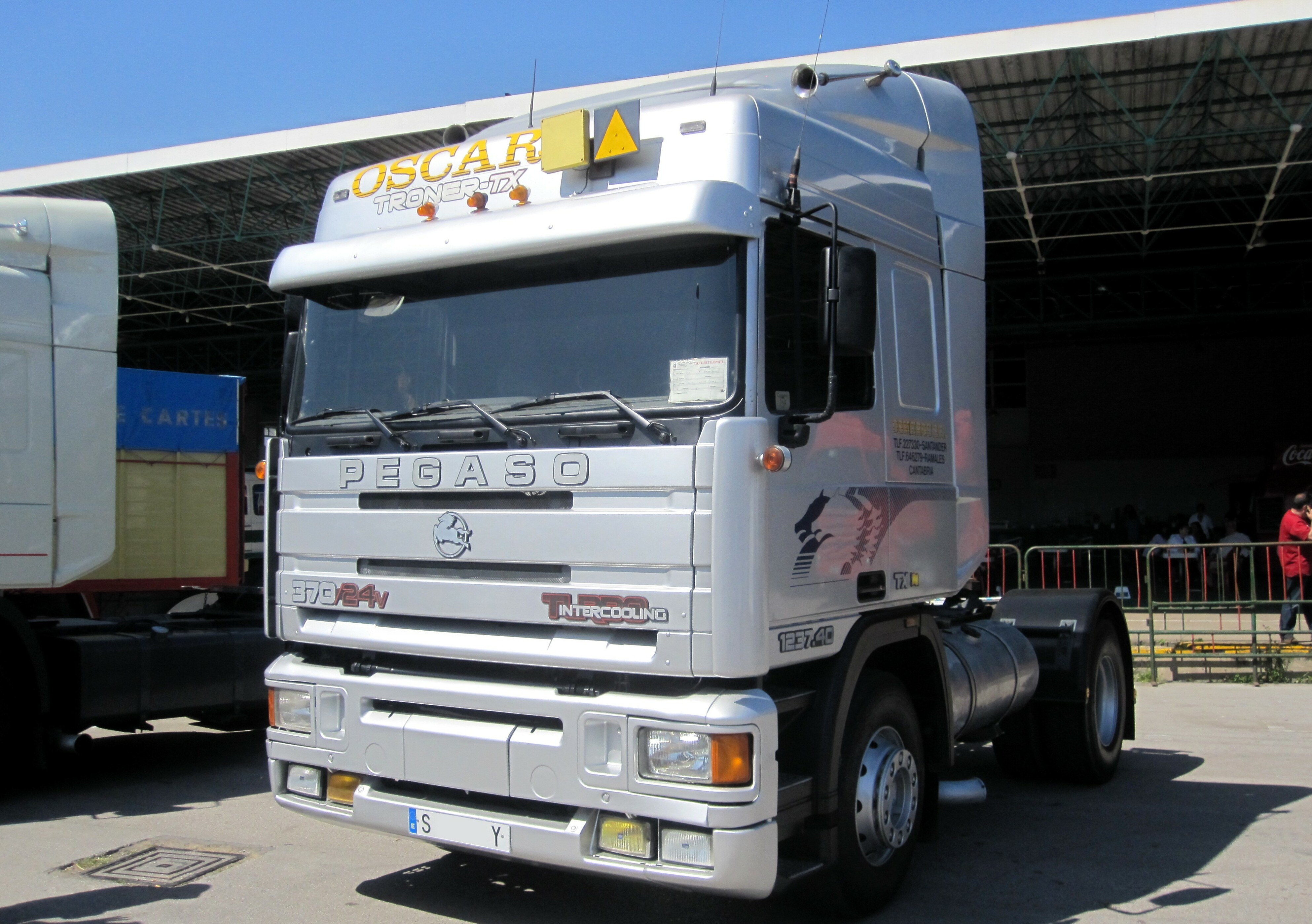
Pegaso 1237.40 Troner TX

На основі цієї моделі в 1997 року розроблена DAF 95 XF. У 2002 році представлена DAF XF95. В кінці 2005 року представлений новий флагман XF105. Двигуни цієї моделі відповідають стандарту Євро-5.
На вибір автомобіль пропонувався з:
- короткою низькою кабіною без спального місця
- довгою низькою кабіною зі спальним місцем
- короткою високою кабіною зі спальним місцем над водієм Topsleeper
- довгою високою кабіною Space Cab
- довгою надвисокою кабіною Super Space Cab

## Двигуни
- 11,6 l DAF ATi І6 3120/330/350/360/380/400/430 к.с.
- 14,0 l Cummins І6 507 к.с.